# Spaelotis suffusa
Spaelotis suffusa är en fjärilsart som beskrevs av Tutt 1892. Spaelotis suffusa ingår i släktet Spaelotis och familjen nattflyn. Inga underarter finns listade i Catalogue of Life.